# Euphorbia lacera
Euphorbia lacera är en törelväxtart som beskrevs av Pierre Edmond Boissier. Euphorbia lacera ingår i släktet törlar, och familjen törelväxter. Inga underarter finns listade i Catalogue of Life.